# Edmund Gunter

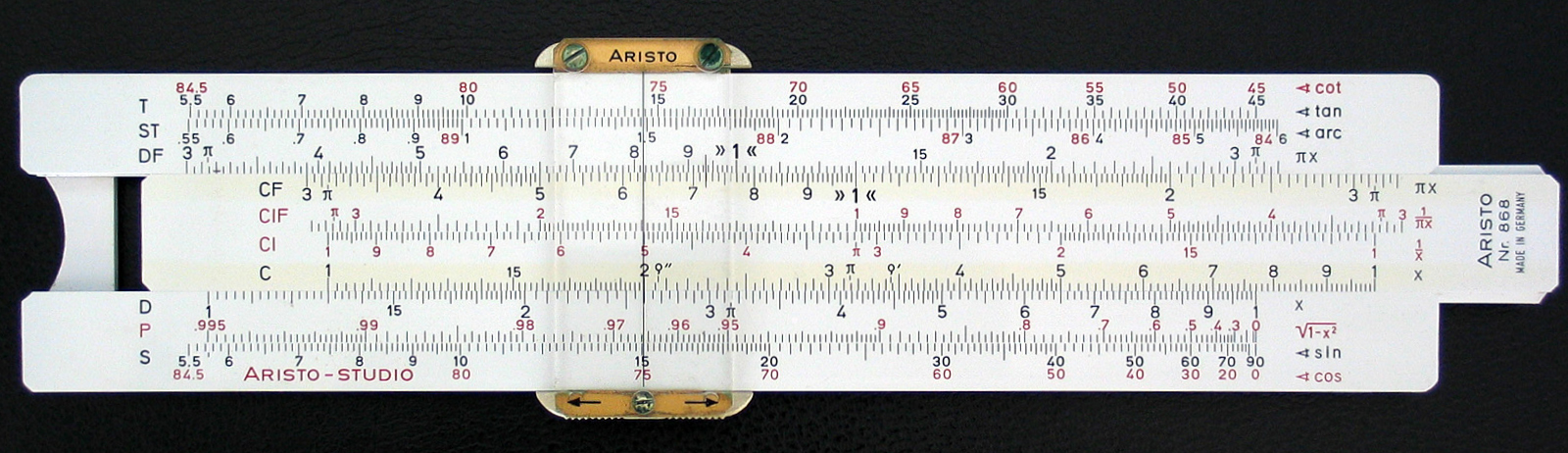
Egy modern logarléc

Edmund Gunther (Hertfordshire, 1581 – London, 1626. december 10.) walesi származású angol matematikus, tanár. 1620-ban logaritmikus számolólécet szerkesztett (logarléc), amely egymásba tolható lécekből állt.

## Tanulmányai, munkássága
1605-ben fejezte be oxfordi tanulmányait, majd a Grasham College-ban az asztronómia professzora lett. 1619 és 1626 között a londoni College tanára volt. 1620-ban dolgozta ki a szinusz- és a tangensfüggvény logaritmustábláját, és készítette el ezek alapján a logarlécet. Az egyenes vonalú számolóléc mellett a kör alakú logaritmikus eszköz gondolata is tőle származik. 1624-ben adta ki gyűjteményes munkáit The description and use of sector, the cross-staffe, and other instruments for such as are studious of mathematical practise címmel.